# Mindemoya Lake
Mindemoya Lake är en sjö i Kanada.   Den ligger i Manitoulin District och provinsen Ontario, i den sydöstra delen av landet, 500 km väster om huvudstaden Ottawa. Mindemoya Lake ligger 193 meter över havet. Arean är 0,17 kvadratkilometer. Den sträcker sig 1,0 kilometer i nord-sydlig riktning, och 0,7 kilometer i öst-västlig riktning.
Runt Mindemoya Lake är det mycket glesbefolkat, med 6 invånare per kvadratkilometer.